# الأعصاب الألوية العلوية
الأعصاب الألوية العلوية هي أعصاب حسية محضة مسؤولة عن تعصيب جلد الجزء العلوي من الأرداف. تشكل هذه الأعصاب الأجزاء النهائية من الفروع الوحشية الظهرانية للعصب الشوكي في الفقرات القطنية 1-3. تمثل الأعصاب الألوية العلوية أحد الأنواع المختلفة الثلاثة للأعصاب الألوية (يشمل النوعان المتبقيان الأعصاب الألوية المتوسطة والسفلية). تسير هذه الأعصاب نحو الأسفل عبر مجموعة من الطبقات العضلية، قاطعة القنوات الليفية العظمية بين اللفافة الصدرية القطنية وعرف الحرقفة.
ترجع غالبية حالات الخلل الوظيفي في الأعصاب الألوية العلوية إلى انحصارها نظرًا إلى عبور هذه الأعصاب من عرف الحرقفة – قد يؤدي هذا إلى تطور إحساس بالخدر، أو التنميل أو الألم في منطقة أسفل الظهر وأعلى الأرداف. يُعتبر الخلل الوظيفي في الأعصاب الألوية العلوية أحد التشاخيص السريرية التي يمكن دعمها بواسطة الإحصار العصبي التشخيصي.
وصف ماين وآخرون الأعصاب الألوية العلوية لأول مرة في عام 1989 باعتبارها مصدرًا لألم أسفل الظهر.

## الأهمية السريرية
ينجم التلف في الأعصاب الألوية العلوية عن الإصابات المباشرة أو عن انحصار العصب بين العضلات أو في القناة الليفية العظمية. قد تلحق الإصابة المباشرة بالعصب الألوي خلال عملية حصد المعادن العظمية من عرف الحرقفة الخلفي بغرض استخدامها في جراحات أخرى، مثل إيثاق المفصل الشوكي. يظهر الانحصار بدوره في أي نقطة من العصب لكنه يحدث بشكل شائع في مكان عبور القناة الليفية العظمية.

### الخلل الوظيفي في الأعصاب الألوية العلوية
يؤدي الخلل الوظيفي في الأعصاب الألوية العلوية إلى العديد من الأعراض الاعتلالية العصبية مثل الألم الحارق، والخدر، والتنميل وعسر اللمس في منطقة أسفل الظهر والمنطقة الألوية العلوية. تشمل الأعراض الأكثر شيوعًا ألم أسفل الظهر الموضع أحادي الجانب، على الرغم من اختبار ما يصل إلى 40-82% من المرضى أعراضًا أخرى في القدم – الألم أو عسر اللمس. يختلف بدء تطور الأعراض بين مريض وآخر، ويبلغ بعض المرضى عن بدء مفاجئ للألم مع حادث محرض معروف. تتسم هذه الأعراض بقابلة تفاقمها عن طريق الانثناء، والتمدد والدوران القطني. قد يؤدي الضغط اليدوي على عرف الحرقفة العلوي الخلفي، مثل ارتداء الملابس والأحزمة الضيقة، إلى تحريض الأعراض. أظهر العديد من المرضى أيضًا نقاطًا حساسة للمس متمركزة حول عرف الحرقفة الخلفي، على بعد 7 سم تقريبًا من الخط المتوسط ما يتوافق مع نتائج دراسات الجثث التي تشير إلى موقع عبور الأعصاب لعرف الحرقفة. عند خضوع المريض للفحص الجسدي، قد ينتج الألم مرة أخرى عند أداء الحركات المفرطة المذكورة أعلاه أو عند النقر على طول عرف الحرقفة العلوي الخلفي، ما من شأنه إعطاء علامة إيجابية مشابهة لعلامة تينيل. في حالات انحصار العصب بين العضلات، قد يؤدي تنشيط العضلات ذات الامتداد القطني إلى إعادة إنتاج الألم. بالإضافة إلى الألم، قد يختبر المرضى أيضًا تراجعًا في الإحساس باللمس الخفيف على امتداد مناطق توزع العصب.
يتطلب تشخيص الخلل الوظيفي في الأعصاب الألوية العلوية المساعدة من طبيب متمكن نظرًا إلى استلزامه لتاريخ جيد مع الفحص الجسمي. يمكن استخدام تقنيات التصوير، مثل التصوير بالرنين المغناطيسي، من أجل استبعاد المسببات الأخرى. في كثير من الحالات، يمكن تشخيص المريض بالخلل الوظيفي في الأعصاب الألوية العلوية بعد علاج المسببات المحتملة الأخرى الأكثر شيوعًا بما في ذلك ألم المفاصل الوجيهية، والخلل الوظيفي في المفصل العجزي الحرقفي واعتلال الجذور العجزي القطني. يمكن لدراسات التشخيص الكهربائي، بما في ذلك تخطيط العضلات الكهربائي، ودراسات التوصيل العصبي المساعدة أيضًا في استبعاد المسببات المحتملة الأخرى. في الوقت الحالي، لا يوجد بروتوكول ثابت لفحص الأعصاب الألوية العلوية باستخدام دراسات التوصيل العصبي. يمكن استخدام الإحصار التشخيصي للعصب عبر عرف الحرقفة من أجل المساعدة في وضع التشخيص.